# Вир (фільм, 1991)
«Вир» («Viltoarea») — радянський художній фільм-притча 1991 року, знятий режисером Олегом Тулаєвим на студії «Фаворит».

## Сюжет
Фільм про людей, які стали заручниками епохи, що минає. Відлюдництво одного з них і неприкаяність іншого, одержимого вірою в те, що можна повернутися до витоків і почати все спочатку, не рятує героїв від історичної зумовленості долі.

## У ролях
- Алла Меньшикова — головна роль
- Альгіс Матульоніс — головна роль
- Олександр Яцько — головна роль
- Сергій Унгаров — головна роль

## Знімальна група
- Режисер — Олег Тулаєв
- Сценаристи — Ніколає Єсіненку, Олег Тулаєв
- Оператор — Олександр Майка
- Композитор — Геннадій Чобану
- Художник — Стефан Садовников
- Продюсер — Ігор Талпа